# Daniel Krauss
Daniel Krauss (* 12. Februar 1973 in Gießen) ist ein deutscher Schauspieler, Drehbuchautor und Regisseur.

## Leben
Daniel Krauss absolvierte nach dem Abitur zunächst ein einjähriges Praktikum im Kopierwerk der Bavaria Film in München. Er studierte dann an der New York City Film Academy, wo er verschiedene Seminare und Workshops besuchte. In dieser Zeit veröffentlichte er auch erste Texte als Autor. Von 1996 bis 2001 absolvierte er ein Film- und Regiestudium an der Deutschen Film- und Fernsehakademie Berlin. Während seines Studiums drehte er Kurzfilme und führte Regie bei den Theaterinszenierungen Windmühlen und Schnitzeljagd beim Amateurtheater Theaterdock Berlin. 2001/2002 drehte er in Koproduktion mit dem Westdeutschen Rundfunk seinen Abschlussfilm mit dem Titel Heimatfilm!, ein tragikomisches Provinzdrama aus einer westfälischen Kleinstadt mit Fritzi Haberlandt und Hannes Jaenicke in den Hauptrollen.
Ab 2000 war Krauss auch in Kinofilmen und regelmäßig im deutschen Fernsehen zu sehen. Krauss übernahm hierbei mehrere durchgehende Serienrollen, wiederkehrende Episodenrollen und auch Gastrollen. Von 2004 bis 2007 spielte er an der Seite von Ulrich Mühe den Kriminalassistenten und Ermittler Etzel Hanisch in der Fernsehserie Der letzte Zeuge. In der Sat.1-Serie Dr. Molly & Karl spielte er 2008/2009 die durchgehende Serienrolle des zum Team von Dr. Molly gehörenden Arztes Dr. Tobias Wienandt. 2009 war er an der Seite von Senta Berger als Kommunikations- und Computerspezialist Pit Moser in der Krimiserie Unter Verdacht zu sehen. Eine wiederkehrende Serienrolle hatte er ab 2007 auch in der MDR-Krankenhausserie In aller Freundschaft; dort spielte er in der Rolle des Fabian Althaus den drogensüchtigen Sohn der Serienfigur Dr. Rolf Kaminski (Udo Schenk), der immer wieder ungeklärte Widersprüche und Konflikte mit seinem Vater aufarbeiten muss.
Krauss arbeitete auch weiterhin für das Theater. An der Berliner Vaganten Bühne inszenierte  er Anfang 2005 das Stück Die Wälder von David Mamet; im November 2005 folgte dort seine Inszenierung des Büchner’schen Woyzeck. An der Filmhochschule Kapstadt unterrichtete Krauss 2007 außerdem in den Fächern Schauspiel und Drehbuch. 2007 gründete er, gemeinsam mit Maria Brüning, das Kunst- und Literaturmagazin Spella erzählt Geschichten und war bis 2010 Herausgeber der vierteljährlich erscheinenden Zeitschrift. Er produzierte den Aufklärungsfilm Nina – Ein Leben mit MS (2006), bei dem er auch Regie führte.
2009 gründete Daniel Krauss zusammen mit Antoine Monot Jr. die Produktionsfirma Zuckerfilm GmbH mit Sitz in Berlin und seit August 2010 auch in Grünwald bei München auf dem Gelände der Bavaria-Film. Die erste gemeinsame Produktion Wo es weh tut wurde 2009/2010 in Mombasa, Kenia gedreht. Der zweite Spielfilm, die musikalische Komödie Kaiserschmarrn, folgte 2010. Der erste Dokumentarfilm war Scissors&Glue unter der Regie von Helmut Schuster.
2011 führte er Regie bei Staffel 4 und 5 des RTL-Comedy-Formats Cindy und die jungen Wilden. 2015 entwickelte er, im Auftrag der ARD (Degeto), gemeinsam mit Anika Soisson die TV-Reihe Wir sind die Rosinskis. Die Ausstrahlung des Pilotfilms war im November 2016. In den Hauptrollen spielen Katharina, Anna und Nellie Thalbach, sowie Milan Peschel, Emma Bading und Vincent Krüger. Seit Ende 2014 führt Krauss, gemeinsam mit Lasse Nolte, Regie bei der Sendung Kalkofes Mattscheibe.
Seit 2009 hatte Krauss außerdem Episodenrollen in zahlreichen Fernsehserien, u. a. in den SOKO-Formaten des ZDF, in Küstenwache, Großstadtrevier und Alles Klara. In mehreren Tatort-Folgen übernahm er ebenfalls Gastrollen. Im Januar 2017 war er in der ZDF-Serie Der Bergdoktor in einer Episodenhauptrolle zu sehen; er spielte den Witwer Michael Lanzinger, dessen Frau vor einigen Monaten bei einem Unfall starb, und der nun auf der Suche nach der Person ist, der das Herz seiner Frau transplantiert wurde.
Seit 2019 ist er Mitarbeiter der Künstlerischen Leitung der Komödie am Kurfürstendamm im Schiller Theater und Vorsitzender des Vereins „Freunde und Förderer der Komödie am Kurfürstendamm Berlin e. V.“.
Daniel Krauss lebt in Berlin.

## Filmografie (Auswahl)

### Filme
- 1997: Tut mir leid wegen gestern
- 2001: Hanna – Wo bist Du?
- 2002: Storno (Kino)
- 2002: Erste Ehe
- 2002: Baader
- 2002: Heimatfilm! (Regie, Drehbuch)
- 2003: Eiskalte Freunde
- 2004: Saniyes Lust
- 2005: Erkan & Stefan in Der Tod kommt krass
- 2006: Schwarze Schafe
- 2007: Keinohrhasen
- 2007: Der Goldene Nazivampir von Absam 2 – Das Geheimnis von Schloß Kottlitz
- 2008: Fast Treck: No Limits
- 2009: Beyond Remedy
- 2010: Boxhagener Platz
- 2012: Offroad
- 2012: Die vierte Gewalt
- 2012: Staub auf unseren Herzen
- 2013: Woodcock
- 2013: Kaiserschmarrn
- 2014: Besuch im Wald
- 2014: Zerrumpelt Herz
- 2015: Halbe Brüder
- 2015: Familienfest
- 2015: Der Staat gegen Fritz Bauer
- 2016: Wir sind die Rosinskis
- 2017: Chaos-Queens: Die Braut sagt leider nein
- 2018: Vermisst in Berlin
- 2019: Unterm Birnbaum
- 2019: Familie Wöhler auf Mallorca (Fernsehfilm)
- 2020: Die Känguru-Chroniken
- 2024: Spuk unterm Riesenrad

### Fernsehserien und Fernsehreihen
- 1998–2002: Für alle Fälle Stefanie (3 Folgen)
- 2000: Aus gutem Haus (Folge 1x03, Das Blaue vom Himmel)
- 2002: Der Landarzt (Folge 11x06, Diebe)
- 2003: Polizeiruf 110: Doktorspiele (Fernsehreihe)
- 2003: Was nicht passt, wird passend gemacht (10 Folgen)
- 2004–2007: Der letzte Zeuge (16 Folgen)
- 2006: Arme Millionäre (Folge 2x02, Geld regiert die Welt)
- 2007, 2016: SOKO Wismar (Fernsehserie, verschiedene Rollen, 2 Folgen)
- 2007–2013, 2018: In aller Freundschaft (7 Folgen)
- 2008: Dr. Molly & Karl (8 Folgen)
- 2009: SOKO Leipzig (Fernsehserie, Folge 8x16, Web-Spion)
- 2009: Küstenwache (Folge 13x05, Verhängnis)
- 2009, 2015, 2023: SOKO Köln (Fernsehserie, verschiedene Rollen, 3 Folgen)
- 2009: Unter Verdacht: Tausend Augen (Fernsehreihe)
- 2010: SOKO Stuttgart (Folge 1x03, Fankurve)
- 2011: Schloß Einstein (Folge 678)
- 2012: Großstadtrevier (Folge 25x16, Mit Pfand und Siegel)
- 2013: Alles Klara (Folge 2x02, Schachmatt)
- 2014: Tatort: Der Hammer (Fernsehreihe)
- 2014: Dengler: Die letzte Flucht (Fernsehreihe)
- 2015–2021: Tatort → siehe Rubin und Karow
  - 2015: Das Muli
  - 2015: Ätzend
  - 2016: Dunkelfeld
  - 2017: Amour Fou
  - 2017: Dein Name sei Harbinger
  - 2018: Tiere der Großstadt
  - 2019: Der gute Weg
  - 2019: Das Leben nach dem Tod
  - 2021: Die dritte Haut
- 2016–2017: Die Kanzlei (3 Folgen)
- 2016: Tatort: Wofür es sich zu leben lohnt (Fernsehreihe)
- 2016: Notruf Hafenkante (Folge 10x20, Klassentreffen)
- 2016: Bettys Diagnose (Folge 2x03, Hoffnungsschimmer)
- 2017: Der Bergdoktor (Folge 10x02, Fremdes Herz)
- 2017: Alarm für Cobra 11 – Die Autobahnpolizei (Folge 42x10, Ein Scheißtag)
- 2023–2025: Frühling – Kleiner Engel, kleiner Teufel, Blick ins Morgen, Der Feind in meinem Bett, Wenn du nicht still bist, dann…, Mein Geheimnis, dein Geheimnis (Fernsehreihe)
- 2023: Bettys Diagnose (Folge 9x17, Plötzlich Familie)
- 2023: SOKO Köln (Folge 22x04, Des Müllers Lust)
- 2024: Ein Fall für zwei (Folge 10x02, Entzweit)